# Сандерсон, Сибилла
Сибилла Сандерсон (англ. Sibyl Sanderson; 7 декабря 1864, Сакраменто (Калифорния) — 16 мая 1903, Париж) — американская и французская оперная певица (сопрано) Прекрасной эпохи искусства Франции.

## Биография
Дочь видного политического деятеля США, председателя Верховного суда Калифорнии. После его смерти в 1886 году Сибилла и её мать с сестрами отправились в Париж, завели знакомства с многими светскими людьми. Училась некоторое время (1886) в Парижской консерватории, а затем у Сбрилья и Маркези. Дебютировала 1888 в Гааге в роли Манон в одноименной опере Жюля Массне.
С. Сандерсон — известная лирическая и колоратурная певица, с 1889 года начала выступать на сценах Опера-Комик, а затем и Опера Гарнье в Париже. Вскоре сделалась любимицей публики. Часто играла в операх Жюля Массне, была его любимой исполнительницей партий сопрано и стала на некоторое время настоящей музой Массне. Для неё композитор переписал «Манон» и написал «Эсклармонду» (1889). Пела на премьерах ряда его опер, роли которых были созданы специально для её уникальных способностей, например, главная роль в опере «Эсклармонда». Массне посвятил её С. Сандерсон. Опера «Эсклармонда» была признана одним из высочайших достижений французской музыки, и именно исполнением «Эсклармонды» была открыта Парижская всемирная выставка 1889 года.
Блистала в операх «Манон» и «Таис» Массне. Ею восхищался Камиль Сен-Санс.
Вообще французский репертуар был её специальностью. Гастролировала неоднократно в Брюсселе, Лондоне (Королевский театр Ковент-Гарден), США (Метрополитен-опера). С. Сандерсон была несколько раз в Петербурге, выступая на сцене Мариинского театра.

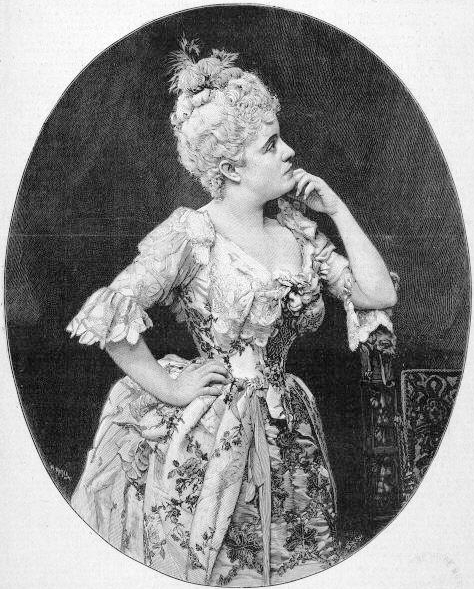
С. Сандерсон в роли Манон в одноименной опере Жюля Массне

В 1896 вышла замуж за кубинского миллионера-сахарозаводчика Антонио Э. Терри и с тех пор не выступала на сцене.
Умерла от пневмонии.